# Fairchild Engine & Airplane Corporation
Fairchild Aircraft était un constructeur aéronautique américain fondé en 1925 par Sherman Fairchild, qui a disparu en 2002.

## Historique
Sherman Fairchild fonda la Fairchild Camera and Instrument au début des années 1920, car il s'était passionné pour la photo. Cette société fournit des caméras pour les avions de reconnaissance, y compris à ce jour.
Comme il cherchait aussi à promouvoir l'utilisation de la photographie aérienne, il commença à s'intéresser à l'aviation. Ne trouvant aucun avion capable de fournir suffisamment de confort aux pilotes effectuant des prises de vues aériennes à haute altitude, il décida de créer son propre avion.
La Fairchild Aircraft s'établit d'abord à Farmingdale, dans l'État de New York. Là, elle construisit le 1er avion à cockpit fermé américain, le Fairchild FC-1.
La compagnie fut aussi connue sous le nom de Fairchild Aircraft Manufacturing Company.

## L'essor

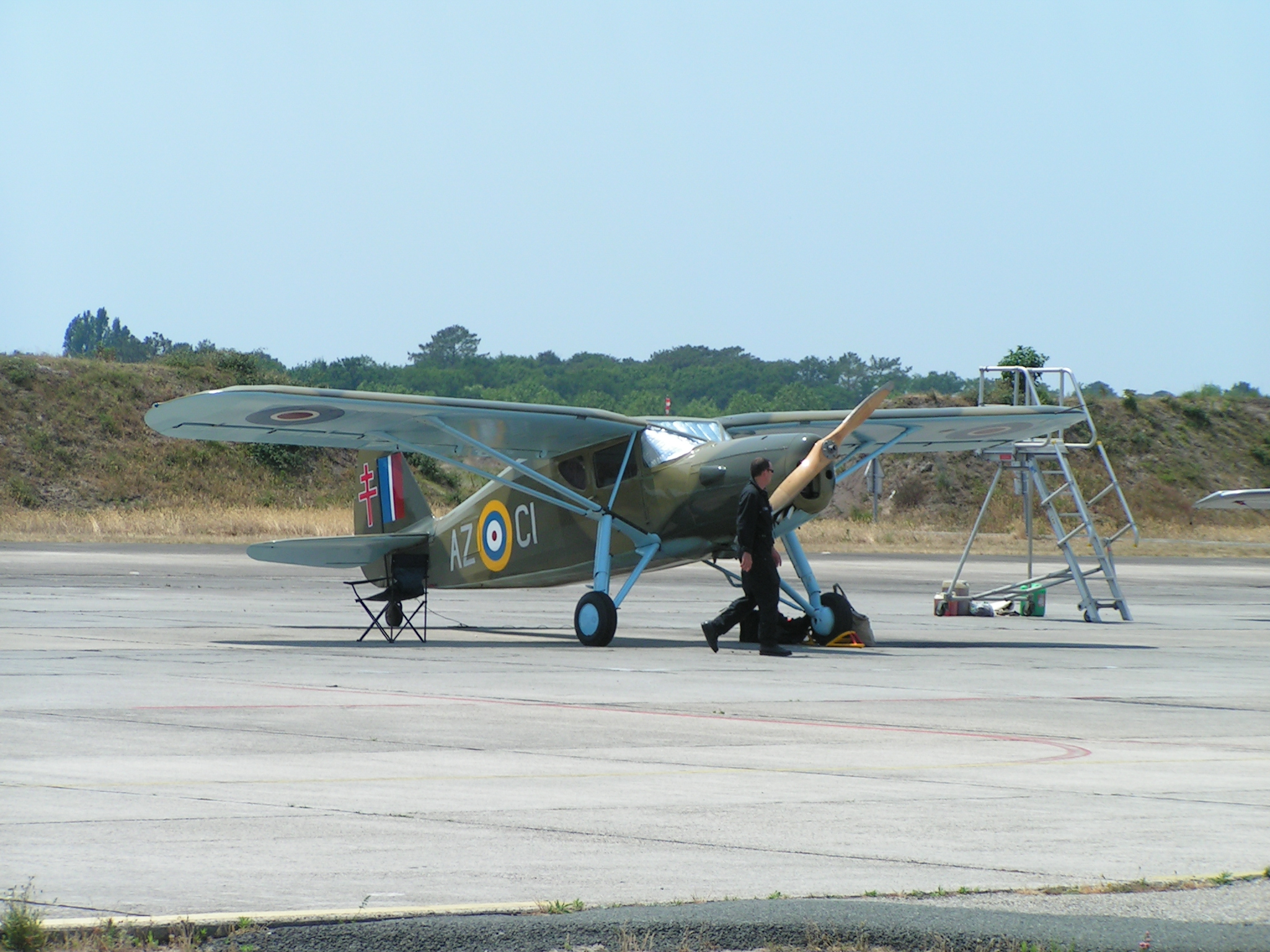
Fairchild Argus III

Comme beaucoup d'entreprises aéronautiques américaines, Fairchild doit son expansion au début de la Seconde Guerre mondiale.
Son premier succès commercial, fut le PT-19 construit à 6 397 exemplaires. Il s'agissait d'un appareil d'entrainement primaire pour l'USAAF, la RAF et la RCAF. 
Elle construisit également le AT-21 Gunner, et plus spécifiquement pour le marché civil, le Argus III. Fairchild développa le C-82 Packet, qui servit brièvement au sein de l'USAAF (233 exemplaires construits)

## Après la guerre
En 1949, Fairchild Aircraft changea son nom et devient la Fairchild Engine and Airplane Corporation. Elle s'installa à Hagerstown, dans le Maryland.
La société décida de trouver un successeur au Packet, le modifia et produisit le C-119. Puis, d'après les plans du CG-18 de Chase Aircraft (un planeur d'assaut), elle construisit le C-123 Provider.
Dans les années 1950, elle construisit des sous-ensembles de fuselage pour les B-52. Plus tard, ce furent les empennages des F-4 et F-14 et des éléments d'empennage de la Navette Spatiale. Puis, dans les années 1980, elle produisit les ailerons pour les Boeing 747 et Boeing 757.

### Les acquisitions
En 1956, elle acquit la licence du Fokker F27 et fabriqua 207 exemplaires sous les noms de Fairchild F-27 ou FH-227.
En 1964, elle racheta Hiller Aircraft, et changea encore une fois son nom en Fairchild Hiller. Elle revendit la division hélicoptères en 1973 à Stanley Hiller. La même année, elle acheta les droits du Pilatus Turbo Porter qui devint le AU-23 Peacemaker.
En 1965, elle racheta Republic Aviation.
Peu après le décès de son fondateur en 1971, Fairchild changea une nouvelle fois de nom pour devenir la Fairchild Industries. Elle racheta la même année Swearingen, et réalisa le Fairchild Swearingen Metroliner, un avion régional à succès (désignation militaire C-26 Metroliner et UC-26 Metroliner).
En 1972 Wernher Von Braun quitte la NASA et devient directeur adjoint de Fairchild. 
La société produisit le A-10 Thunderbolt II, et le T-46 (appareil devant remplacer le T-37, mais dont l'USAAF ne voulut pas vu ses maigres performances).

## Disparition
En 1984, la production aéronautique s'arrêta complètement, jusqu'au rachat des outils de productions par Dornier en 1996. La compagnie changea une nouvelle fois de nom pour devenir la Fairchild-Dornier. Elle fabriqua sous licence de Dornier le Dornier 328.
En 2002, la société fut achetée et absorbée par M7 Aerospace, mettant un terme final à l'épopée de Fairchild Aeronautics.
La société Fairchild Camera and Instrument est toujours en activité en 2009, ainsi que son ancienne filiale Fairchild Semiconductor.

## Principales réalisations

### Civil
- Fairchild FC-1/FC-2
- Fairchild 21
- Fairchild 22
- Fairchild 24
- Fairchild KR-34
- Fairchild 41/42
- Fairchild 45
- Fairchild F-46
- Fairchild 71
- Fairchild 82
- Fairchild M-84
- Fairchild 91/942
- Fairchild 100
- Fairchild F-11 Huskie
- Fairchild FH-227
- Fairchild 228
- FH-1100
- Fairchild Metroliner
- Fairchild-Dornier 728JET
- Fairchild-Dornier 428JET
- Dornier 328JET

### Militaire
- PT-19
- PT-26 Cornell
- Fairchild M-92
- Fairchild VZ-5
- Fairchild BQ-3
- C-26 Metroliner
- C-82 Packet
- Engins spatiaux C-119 Flying Boxcar
- Fairchild AC-119
- XC-120 Packplane
- C-123 Provider
- AT-21 Gunner
- AU-23 Peacemaker
- Fairchild Aerospace Merlin
- T-46
- A-10

### Missiles
- AUM-N-2 Petrel
- SAM-N-2 Lark
- XSM-73 Goose

- ISEE 3
- Pegasus

## Note
1. ↑  Cf. David Donald, The Complete Encyclopedia of World Aircraft, New York, Barnes & Noble Books, 1997 (ISBN 0-7607-0592-5), p. 387.